# Jasper Tsang

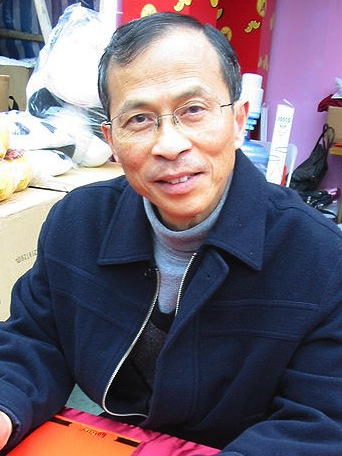
Jasper Tsang.

Jasper Tsang Yok-sing (en chino 曾鈺成, Cantón, 17 de mayo de 1947) es un político chino, fundador de la Alianza Democrática para la Mejora y el Progreso de Hong Kong (DAB), el principal partido político pro-Pekín en Hong Kong. Desde el 8 de octubre de 2008 ocupó el cargo de Presidente del Consejo Legislativo de Hong Kong hasta el 30 de septiembre de 2016.
Tsang fue elegido Presidente del Consejo, sustituyendo a Rita Fan, con 36 votos, siendo 60 el total de miembros del consejo. Quedó por delante de Fred Li Wah-ming que sólo recibió el apoyo de 12 consejeros. Tsang formaba parte del consejo desde 1998. Su nombramiento suscitó algunos recelos entre miembros del consejo pero Tsang declaró que intentaría trabajar para todos.
Al finalizar su mandato, lo sucedió en dicho cargo Andrew Leung. 